# Patricia Marx
Patricia Marques de Azevedo más conocida como Patricia Marx (São Paulo, 28 de junio de 1974) es una cantante, compositora y música brasileña.

## Trayectoria
En 1983 fue inicialmente conocida en el programa Clube da Criança, en la época era emitido por la Red Manchete y presentado por Xuxa, Patricia grabó el álbum homónimo al lado de Luciano Nassyn y con participaciones de Xuxa, Robertinho de Recife, Sergio Reis, Pelé, Ropa Nueva y Carequinha. En 1984, el productor musical Michael Sullivan fundó el grupo infantil Trem da Alegria, donde Patricia permaneció hasta el año 1987, año en el que se inició su carrera en solitario. 
En 1994, la cantante cambia su nombre artístico a Patricia Marx, (Marx es una referencia a su segundo nombre verdadero (Marques)) y vuelve con un estilo totalmente pop y bailando en sus canciones, para cambiar la imagen infantil que el público construyó a lo largo de su carrera. En 1999 se mudó a Inglaterra con su exmarido, Bruno E., y se convirtió al budismo, se hizo vegetariana, se casó y tuvo su primer hijo, Arthur, hoy con 18 años. En 2000, hizo una aparición en una pista en el álbum "Creating Patterns" del grupo de música electrónica Dollis Hill.
En 2001, firmó con la discográfica Trama, y lanzó su álbum Respirar, orientado al género electrónico, broken beats y soul, producido por Bruno E., Mad Zoo y el grupo 4Hero en las pistas "Submerso" y "Dona Música", totalmente influenciada por la escena musical británica. En 2004, lanza el álbum Patricia Marx (Nu Soul), producido, compuesto y dirigido por ella misma, al lado de los mismos productores anteriores. La cantante estuvo en gira por Europa, donde promocionó los dos álbumes, donde obtuvo éxitos y críticas en revistas especializadas, como la DJ MAG, comparándola con las cantantes estadounidenses de soul Jill Scott y Erykah Badu. "Burning Luv", tema de Patricia Marx (Nu Soul), sonó mucho en las radios pops francesas, principalmente en la Radio Nova 101.5 FM de París y se convirtió en ringtone en Francia.
Este álbum llegó a Brasil seis meses después del lanzamiento en el exterior con el mismo título '' Patricia Marx '' y un tema más - "Días de Sol", compuesto con el cantante y productor brasileño Silvera.
La cantante regresó en 2010 con su exmarido, Bruno E. en el álbum Patricia Marx & Bruno E. con clásicos de la MPB y de Bossa Nova. El álbum fue comercializado por el sello URUBU JAZZ y Tratore. En 2013 firmó contrato con la discográfica indie carioca, LAB 344, y lanzó su tercera colección Trinta, que contó con la participación de Seu Jorge y Ed Motta, y también lanzó el primer DVD de su carrera, Trinta Ao Vivo. En julio de 2014, la cantante anunció su EP, Te Cuida Meu Bem - Sextape, Pt. 1.
Entre 2016 y 2017, Patricia reescribió dos canciones de Caetano Veloso, "Tigresa", editada en 2016 y "Tapete Mágico", en 2017. Ambos singles fueron proyectos paralelos de la cantante hasta el anuncio de su decimotercer álbum de estudio con el sencillo de regreso "You Showed Me How".

## Discografía
En sus treinta años de carrera, Patricia Marx cuenta con 11 álbumes de estudio en solitario, 3 recopilatorios y 1 EP, y se ha realizado una financiación colectiva para producir su último trabajo.
| Año  | Detalles del Álbum | Singles | Ventas & Certificaciones |
| ---- | --- | --- | ------------------------ |
| 1987 | Paty - Lanzamiento: 1987 - Gravadora (s): RCA Victor - Formato (s): LP, K7                                                              | 1. "Fiesta del Amor" 2. "Te Cuida Mi Bien" 3. "Te lo Be Or Not Te lo Be"                                     | - : 350.000+             |
| 1988 | Patricia - Lanzamiento: 1988 - Gravadora (s): RCA Victor - Formato (s): LP, K7                                                          | 1. "Correcto o Errado" 2. "Dulzura" 3. "Pronto Demasiado"                                                    | - : 250.000+             |
| 1990 | Incertidumbres - Lanzamiento: 1990 - Gravadora (s): BMG - Formato (s): LP, K7, CD                                                       | 1. "Sueño de Amor" 2. "Incertidumbres" 3. "Destino" 4. "Un Año Yo Sé"                                        | - : 100.000+             |
| 1992 | Neoclásico - Lanzamiento: 1992 - Gravadora (s): Camerati - Formato (s): CD, LP, K7                                                      | -- |                          |
| 1994 | Quedar con Usted - Lanzamiento: 1994 - Gravadora (s): LUX - Formato (s): CD, LP, K7                                                     | 1. "Quedar con Usted" 2. "Cuando Llueve" 3. "Me Gustaba Tanto de Usted" 4. "Deja Llover" 5. "Espejos D'agua" | - : 100.000+             |
| 1995 | Quiero Más - Lanzamiento: 1995 - Gravadora (s): LUX - Formato (s): CD, LP, K7, download digital                                         | 1. "Quiero Más" 2. "Sé Que Usted No Va" 3. "Espejos D´agua"                                                  | - : 70.000+              |
| 1997 | Encanto del Mundo - Lanzamiento: 1997 - Gravadora (s): LUX - Formato (s): CD, K7, download digital                                      | 1. "Go Back" 2. "Me Conecta" 3. "Encanto del Mundo"                                                          | - : 20.000+              |
| 2002 | Respirar - Lanzamiento: 2002 - Gravadora (s): Trama - Formato (s): CD, K7, LP, download digital                                         | 1. "Demasiado Para Olvidar" 2. "Despertar" 3. "Submerso" 4. "...Y mi Amor Vi Pasar/Earth"                    | - Mundo: 25.000+         |
| 2004 | Desnudo Soul - Lanzamiento: 2004 - Gravadora (s): Trama, Ether - Formato (s): CD, download digital                                      | 1. "Burning Luv"                                                                                             | - Mundo: 25.000+         |
| 2005 | Patrícia Marx - Lanzamiento: 2005 - Gravadora (s): Trama - Formato (s): CD, download digital                                            | 1. "Días de Sol"                                                                                             | - : 2.000+               |
| 2010 | Patricia Marx & Bruno Y. - Lanzamiento: 27 de noviembre de 2010 - Gravadora (s): URUBU JAZZ - Formato (s): CD, CD+DVD, download digital | 1. "Mi Paz" 2. "Three Short Stories"                                                                         | - : 2.000+               |
| 2013 | Treinta - Lanzamiento: 26 de marzo de 2013 - Gravadora (s): LAB 344 - Formato (s): CD, download digital                                 | 1. "Todo Lo Que Yo Quiero" 2. "Espejos D'Agua" 3. "Cuando Llueve"                                            | - : 2.000+ - : 2.000+    |
| 2014 | Te Cuida Mi Bien - Sextape, Pt. 1 - Lanzamiento: 16 de agosto de 2014 - Gravadora (s): LAB 344 - Formato (s): download digital          | 1. "Te Cuida Mi Bien" 2. "Destino"                                                                           | --                       |

## Premios
- Premio Radio Globo - Revelación 1987
- Premio Radio Globo - Cantante infantil 1988
- Trofeo Paradão de la Xuxa - Música "Sonho de amor" - 1991
- Mejor cantante - 1994 - Revista Capricho
- Destacada del año Radio FM 105 - 1994
- Trofeo Xuxa Hits - Música "Espelhos d'água" - 1995
- Premio SBT de Música
- 1995: Destacada femenina de música pop con el hit "Quando Chove"
- Concursó al Premio Sharp Mejor Cantante POP - 1995